# 本特利 (北達科他州)
本特利（英語：Bentley）是位於美國北達科他州赫廷傑縣的非建制地區。

## 歷史
本特利的郵局於1906年設立，其後於1985年停運。

## 地理
本特利所處的海拔為高於海平面716米（即2349英呎），而該地所採用的時區為UTC-7，即北美山地时区（MST）。同時該地設有夏令時間，為UTC-7調快一小時，即UTC-6（MDT）。